# Nectriopsis
Nectriopsis is een geslacht behorend tot de familie Bionectriaceae van de ascomyceten. Het lectotype is Nectriopsis violacea.

## Genera
Volgens Index Fungorum telt het geslacht 72 soorten (peildatum februari 2023):
| Soortnaam                                           | Auteur(s)                               | Publicatiejaar |
| --------------------------------------------------- | --------------------------------------- | -------------- |
| Nectriopsis albida                                  | Etayo                                   | 2017           |
| Nectriopsis albofulta                               | (Petch) Samuels                         | 1988           |
| Nectriopsis anthostomellicola                       | Whitton, K.D. Hyde & McKenzie           | 2012           |
| Nectriopsis apiosporae                              | J. Luo & W.Y. Zhuang                    | 2010           |
| Nectriopsis bacidinae                               | van den Boom                            | 2021           |
| Nectriopsis byssotecta                              | (Rehm) Samuels                          | 1988           |
| Nectriopsis candicans (Bleke korrelwebzwam)         | (Plowr.) Maire                          | 1911           |
| Nectriopsis cariosae                                | Brackel & D.G. Zimm.                    | 2012           |
| Nectriopsis cladoniicola                            | M.S. Cole & D. Hawksw.                  | 2001           |
| Nectriopsis collematis                              | Diederich                               | 1997           |
| Nectriopsis cordiae                                 | (Rehm) Samuels                          | 1988           |
| Nectriopsis cupulata                                | (Theiss.) Samuels                       | 1988           |
| Nectriopsis curtiseta                               | Etayo                                   | 2017           |
| Nectriopsis discicola                               | (Rogerson & Samuels) Samuels            | 1988           |
| Nectriopsis discophila                              | (Rogerson & Samuels) Samuels            | 1988           |
| Nectriopsis epimyces                                | Samuels                                 | 1988           |
| Nectriopsis epimycota                               | Samuels                                 | 1988           |
| Nectriopsis epinectria                              | (Teng) Samuels                          | 1988           |
| Nectriopsis exigua (Myxokorrelwebzwam)              | (Pat.) W. Gams                          | 1982           |
| Nectriopsis flavella                                | (Pat.) Samuels                          | 1988           |
| Nectriopsis frangospora                             | Brackel                                 | 2010           |
| Nectriopsis fuliginicola                            | Zare & W. Gams                          | 2016           |
| Nectriopsis gangwondoensis                          | S.Y. Kondr., Lőkös & Hur                | 2018           |
| Nectriopsis guamuesii                               | Etayo                                   | 2002           |
| Nectriopsis hainanensis                             | X.M. Zhang & W.Y. Zhuang                | 2003           |
| Nectriopsis heterodermiae                           | Etayo                                   | 2002           |
| Nectriopsis hirsuta                                 | (Samuels) Samuels                       | 1988           |
| Nectriopsis hirta                                   | Etayo                                   | 2010           |
| Nectriopsis hongkongensis                           | W.Y. Zhuang & X.M. Zhang                | 2002           |
| Nectriopsis hyperbiota                              | Samuels                                 | 1988           |
| Nectriopsis hypocrellicola                          | (Henn.) Samuels                         | 1988           |
| Nectriopsis indigens                                | (Arnold) Diederich & Schroers           | 1999           |
| Nectriopsis infusaria                               | (Cooke & Harkn.) Yoshim. Doi            | 1978           |
| Nectriopsis lasioderma                              | (Ellis) Samuels                         | 1988           |
| Nectriopsis lasiodermopsis                          | Samuels                                 | 1988           |
| Nectriopsis lecanodes (Korstmoskorrelwebzwam)       | (Ces.) Diederich & Schroers             | 1999           |
| Nectriopsis leptogii                                | Diederich                               | 1997           |
| Nectriopsis lichenophila                            | (Speg.) Etayo                           | 2002           |
| Nectriopsis lilliputia                              | Samuels                                 | 1988           |
| Nectriopsis lindauiana                              | (Bubák) Zare & W. Gams                  | 2016           |
| Nectriopsis macroephichloe                          | Samuels                                 | 1988           |
| Nectriopsis melongenoidea                           | Etayo & Palice                          | 2017           |
| Nectriopsis micareae                                | Diederich, van den Boom & G. Ernst      | 1999           |
| Nectriopsis microthecia                             | Samuels                                 | 1988           |
| Nectriopsis mindoensis                              | (Petr.) Samuels                         | 1988           |
| Nectriopsis nanocarpa                               | Samuels                                 | 1988           |
| Nectriopsis oropensoides (Zwametende korrelwebzwam) | (Rehm) Samuels                          | 1988           |
| Nectriopsis ostiolorum                              | (Berk. & Cooke) Samuels                 | 1988           |
| Nectriopsis oxyspora                                | Samuels                                 | 1988           |
| Nectriopsis perpusilla                              | (Mont.) Samuels                         | 1988           |
| Nectriopsis peruvianus                              | Etayo                                   | 2010           |
| Nectriopsis physciicola                             | D. Hawksw. & Earl.-Benn.                | 2006           |
| Nectriopsis porinicola                              | Samuels                                 | 1988           |
| Nectriopsis puiggarii                               | (Speg.) Samuels                         | 1988           |
| Nectriopsis queletii                                | (P. Karst.) Samuels                     | 1999           |
| Nectriopsis rexiana                                 | (Sacc.) Rossman, L. Lombard & Crous     | 2015           |
| Nectriopsis rubefaciens                             | (Ellis & Everh.) M.S. Cole & D. Hawksw. | 2001           |
| Nectriopsis sasae                                   | (Yoshim. Doi) Rossman & Samuels         | 1999           |
| Nectriopsis septofusidiae                           | Samuels                                 | 1988           |
| Nectriopsis sepultariae                             | (Ade) Samuels                           | 1988           |
| Nectriopsis sibicola                                | Samuels                                 | 1988           |
| Nectriopsis silvaustralis                           | Etayo                                   | 2008           |
| Nectriopsis sororicola                              | Samuels                                 | 1988           |
| Nectriopsis sporangiicola                           | (Samuels) Samuels                       | 1988           |
| Nectriopsis squamulosa                              | (Ellis) Samuels                         | 1988           |
| Nectriopsis tatrensis                               | (Alstrup) Lisická & Alstrup             | 2005           |
| Nectriopsis tremellicola                            | (Ellis & Everh.) W. Gams                | 1982           |
| Nectriopsis uredinophila                            | (Syd.) W.Y. Zhuang & X.M. Zhang         | 2003           |
| Nectriopsis verseghyae-klarae                       | S.Y. Kondr., Lőkös & Hur                | 2016           |
| Nectriopsis vinosa                                  | Etayo                                   | 2017           |
| Nectriopsis violacea (Heksenboterkorrelwebzwam)     | (J.C. Schmidt ex Fr.) Maire             | 1911           |
| Nectriopsis vivida                                  | Etayo & Sipman                          | 2017           |